# Raúl Entrerríos
Raúl Entrerríos Rodríguez (Gijón, 12 de fevereiro de 1981) é um handebolista profissional espanhol, bicampeão europeu.